# Heiliggeistkirche, Flensburg

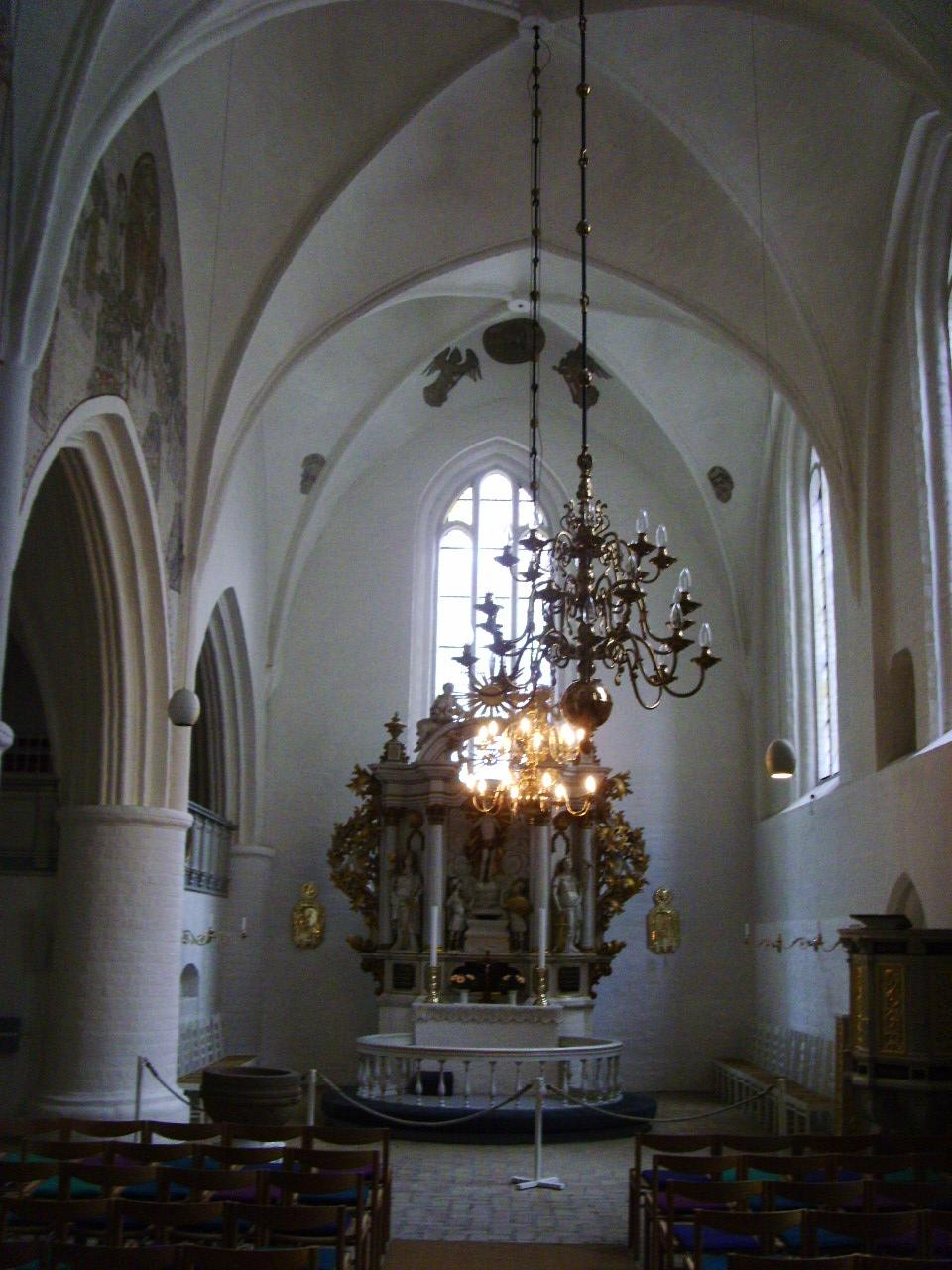
Helgeandskyrkan i Flensburgs medeltida kyrkorum präglas av sengotikens stilideal. Altaret tillhör dock barocken.

Heiliggeistkirche (da:Helligåndskirken) är en kyrka för den danskspråkiga församlingen vid Großen Straße (da:Storegade) i Flensburgs centrum. Kyrkan byggdes 1386. Heiliggeistkirche var under medeltiden granne till det dåvarande hospitalet Hospitals zum Heiligen Geist (da: Helligåndshospital). Hospitalet byggdes redan på 1200-talet.
Kyrkan heter egentligen Laurentiuskyrkan till den heliga anden. Dess byggherre var Sønke Kyyl. Han skänkte kyrkan till gillet Kalanden. Det var en sammanslutning av katolska präster i staden. Det är dokumenterat, att också Drottning Margareta har varit inskriven som medlem av ovanstående gille. Heiliggeistkirche var alltså både gillets kyrka och kyrka för bröderna och patienterna i hospitalet.
Kyrkans huvudskepp avskildes från ett lägre sidoskepp av flera runda bropelare. På muren över pelarna finns kalkmålerier i sengotisk stil. På östgaveln finns kung Fredrik IV av Danmarks spegelmonogram. Han regerade under åren 1699–1730. Kyrkans barockaltare är från 1719. Altaret bär inskriften Gud till ära och kyrkan till prydnad. Kyrkan hade redan 1602 fått en värdefull predikstol. Den togs dock 1906 bort från Heiliggeistkirche och placerades i den nyuppförda tyska kyrkan i Jürgensby (da: Jørgensby) på den andra sidan av hamnen i Flensburg.
Kyrkans två votivskepp Tordenskjold och Dania härstammar från 1800-talet. De kyrkliga handlingarna har skrivits på danska oavbrutet sedan 1588. Kyrkan är nu församlingskyrka för en av de fem danska församlingarna i Flensburg. Församlingen tillhör Dansk Kirke i Sydslesvig.